# Porte du Rivage

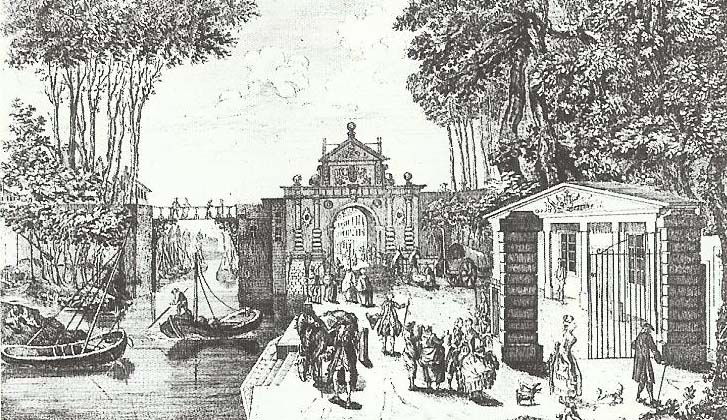
La porte du Rivage au XVIIIe siècle.

La porte du Rivage (en néerlandais : Oeverpoort), précédemment le trou du Rivage, est une ancienne porte de Bruxelles construite sur la seconde enceinte, à l'emplacement du lieu-dit actuel (la place homonyme reliant l'ancien bassin des Barques et celui de l'Entrepôt, au cœur de l'actuel quartier des Quais) qui a conservé son nom.

## Fortification médiévale (XIVe‐XIXesiècle)
Édifiée en 1562 au moment de l'inauguration du canal de Willebroeck, elle s'est aussi appelée porte du Canal. D'abord simple poterne marquant l'accès au port intérieur de Bruxelles, elle a été fortifiée en 1576 dans le cadre du renforcement des remparts destiné à faire barrage à l'armée espagnole qui tentait de reconquérir le terrain perdu face aux calvinistes. La présence d'une passerelle en bois en surplomb du canal s'explique par la fermeture concomitante, pour des raisons de sécurité, de la porte des Vaches située sur l'autre rive.
La porte est encore reconstruite en style baroque (1643) suite à de terribles inondations par le contrôleur des travaux de la Ville, Bernard Raessens. Elle était équipée d'un pont basculant comme le montrent plusieurs tableaux du XVIIe siècle conservés au Musée de la Ville de Bruxelles. Elle disparaît, finalement, en 1812, lors du démantèlement des remparts de la ville. Elle est remplacée par deux pavillons d'octroi qui abritent les fonctionnaires chargés du prélèvement de la taxe sur les marchandises à l'entrée de la ville et par un pont tournant donnant accès au port.
C'était l'accès fluvial et douanier du canal de Willebroeck vers l'ancien port intérieur de Bruxelles, dont les bassins menaient à la place Sainte-Catherine. La place actuelle (auparavant anonyme) située approximativement à son emplacement, a hérité de son nom en souvenir. À l'instar de son nom, elle est parfois considérée informellement comme une « huitième Porte » (Bruxelles n'en comptant canoniquement que sept par enceinte, en accord avec le nombre des Lignages) : ceci étant dû à l'importance qu'elle prit pour le trajet fluvial principal (et donc, le commerce maritime) de la ville.

## Porte d'octroi (XIXesiècle)
Avant de devenir une porte d'octroi, son rôle sous le royaume uni des Pays-Bas était géographiquement dévolu (depuis 1819) à celle de l'Allée Verte, une longue promenade et voie d'accès à la ville qui fut aménagée dans le prolongement de l'ancien accès fluvial (les bassins ayant été comblés) desservi par la porte du Rivage médiévale.
Ce n'est qu'entre 1832 et 1836, après la révolution belge, qu'elle devint à nouveau la porte du Rivage : celle-ci ne se situait toutefois pas à l'emplacement de son homonyme médiéval, mais plus en aval (selon l'ancienne topographie), à l'extrémité du port de Bruxelles entre les actuelles place Sainctelette et de l'Yser, portions de la petite ceinture à la pointe septentrionale du Pentagone (au nord-est du quartier Dixmude, sous-section nord du quartier des Quais).
Comme les autres portes, elle perdit sa fonction avec l'abolition de l'octroi le 21 juillet 1860. Ses pavillons demeurèrent toutefois jusqu'en 1910, quand le nouveau port maritime fut créé.

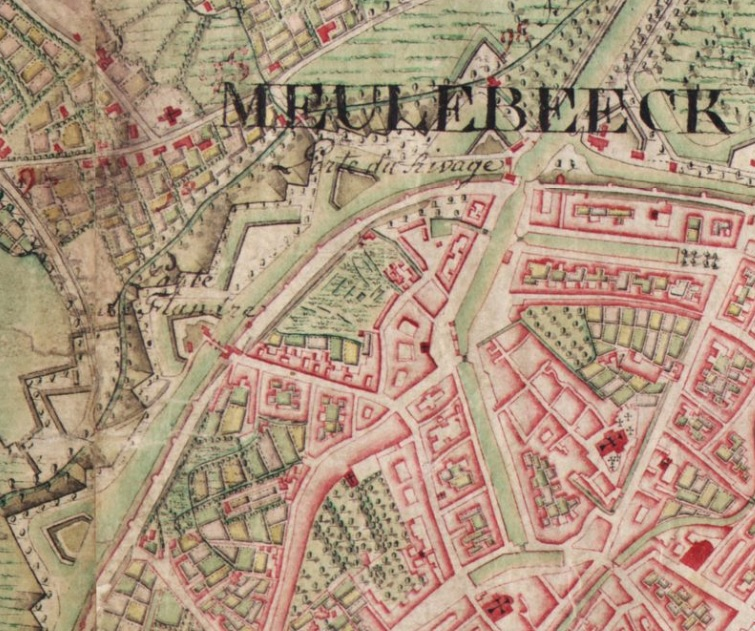
La porte de Flandre et la porte du Rivage sur la carte de Ferraris du XVIIIe siècle.